# Le Huitième Jour (film, 1996)
Cet article concerne le film de Jaco Van Dormael. Pour le film de Marcel Hanoun, voir Le Huitième Jour.
Pour les articles homonymes, voir Le Huitième Jour.
Pour plus de détails, voir Fiche technique et Distribution.
Le Huitième Jour est un film franco-belge écrit et réalisé par Jaco Van Dormael, sorti en 1996.
Le film suit Harry (Daniel Auteuil) qui est un homme seul qui se voue sept jours sur sept à son travail. Tout va basculer quand il rencontre Georges (Pascal Duquenne), en situation de handicap mental atteint de trisomie 21, qui vit dans l'instant. Ces deux êtres que tout oppose vont devenir inséparables.

## Synopsis
Georges (Pascal Duquenne) se voit comme un Mongol (habitant de la Mongolie) et non pas comme étant atteint de trisomie 21. Il veut à tout prix retrouver sa mère dont il n'a que l'adresse et malgré la surveillance excessive des gardiens de la résidence dans laquelle il vit, il parvient à s’enfuir avec le chien de garde. Harry (Daniel Auteuil), est un homme qui se voue corps et âme à son boulot sept jours sur sept depuis qu'il a perdu sa femme (Miou Miou) et la garde de ses deux filles avec lesquelles il aimerait passer plus de temps.
Alors qu'il rentre chez lui et pense sérieusement à mettre fin à sa vie en provoquant un accident de la route, il percute le chien qui accompagnait Georges, qui le voit comme ami car il est le premier et le seul qui accepte de l'emmener avec lui. Après avoir enterré le chien dans le jardin, Georges demande à Harry de l'accompagner voir sa mère, mais Harry refuse et jure de le ramener à la résidence, endroit où Georges ne peut plus vivre.
Le lendemain, Harry trouve sa cuisine en chantier, son frigo dévalisé, et un Georges souffrant. Ce dernier est en effet allergique au chocolat, ce qui l'affaiblit considérablement.
Malgré son refus initial, Harry accepte finalement d'emmener Georges à l'adresse de sa mère et comprend qu'il va devoir prendre quelques jours de congé (chose qu'il n'avait encore jamais faite auparavant).
Le voyage alors commence. Harry qui est d'une nature neutre voire totalement indifférente vis à vis des autres, va vite comprendre que Georges est quelqu'un qui aime le contact humain ainsi que le monde qui l'entoure. Et même si Georges n’est à ses yeux qu'un "enfant" innocent qui ne souhaite qu'une chose, vivre auprès des autres, le monde lui-même ne l'accepte pas.
Le voyage qui ne devait durer au départ qu'une journée sera interrompu par plusieurs arrêts. Harry va profiter de ce voyage pour rendre visite à sa femme et à ses filles dont l'aînée va fêter son anniversaire dans quelques jours. Georges, qui avait bien sympathisé avec cette dernière, est invité à la fête le 14. Harry avait même prévu un cadeau, mais sa femme, rancunière d'avoir été si souvent délaissée, ne lui laisse aucune chance de voir ses filles. C’est alors qu'une dispute éclate, car Harry, cette fois, est bien décidé à ne pas se laisser faire.
La route reprend et Harry commence peu à peu à apprécier la vie auprès de Georges. Ce dernier, sentant sa mère se rapprocher de plus en plus, lui tricote un gilet. Mais arrivés à destination, Georges apprend par le nouveau propriétaire de sa maison que sa mère est morte peu de temps après l’avoir placé dans la résidence. Cependant, il découvre, toujours par le nouveau propriétaire, qu’il a une sœur qui habite non loin de là et décide d’aller la voir. Harry, qui supporte de moins en moins le fait de s'absenter de son travail décide d’abandonner son ami au bord de la route et lui conseille de faire du stop pour y aller (en lui ayant au passage donné l'adresse). Mais se rappelant des moments passés avec lui, il regrette d’avoir abandonné son ami, et fait marche arrière pour le récupérer. Georges le voit de plus en plus comme un ami, voire comme un frère.
Arrivés à destination, leur présence est clairement indésirable. En effet, les neveux de Georges déchantent vite à l’idée de voir leur oncle, le mari de sa sœur n'apprécie guère sa venue et sa sœur informe Harry qu'elle ne souhaite pas l’avoir sur le dos car elle doit prendre soin de sa famille et n'aura pas assez de temps ni d’énergie pour s’occuper d’une autre personne, encore moins à charge. Georges est triste et ne sait plus quoi faire, et Harry quant à lui, n'a pas d'autre choix que de le ramener dans le pensionnat duquel il s’était enfui.
Avant d'y arriver, ils s'arrêtent dans un restaurant et afin de cacher le handicap de Georges, Harry lui donne des lunettes. Georges, qui plait beaucoup à la serveuse et réciproquement, décide de lui offrir le gilet qui était au départ destiné à sa mère. Il retire alors ses lunettes et la serveuse se rendant compte de son handicap le repousse, ce qui provoque chez lui une crise de colère. Harry le console alors et lui assure qu'il n'est pas seul.
Le voyage s'achève enfin et Georges, de retour au pensionnat, présente Harry à tous les autres pensionnaires.
La vie reprend pour Harry, notamment pour son emploi, mais il se rend vite compte que sa vie est morne, qu'il fait un travail qu'il n'apprécie pas et qu'il a toujours négligé ce qui était important dans son existence. C’est pourquoi il envisage donc de démissionner une fois qu'il aura fait sa dernière représentation. De son côté, Georges n’a pas oublié l'anniversaire de la fille de Harry, anniversaire auquel il décide de se rendre, accompagné des autres pensionnaires, à bord d’un minibus volé. Ils finiront par débarquer au travail d'Harry, qui est visiblement ravi de retrouver son ami. Il n'attend pas la fin de la prestation pour démissionner et s'en va avec ses nouveaux amis.
Arrivés à l'anniversaire de la petite, Harry et Georges organisent une immense fête ainsi qu'un feu d'artifice que les filles et leur mère voient. La femme de Harry comprend alors que son ex mari veut changer de vie pour ses enfants. Les forces de l'ordre interviennent alors, la fête est dissoute et les deux comparses s'enfuient. Ils finiront par terminer la soirée dans une boite de nuit où Georges veut à tout prix découvrir l'amour, mais il est de nouveau repoussé par deux femmes ce qui déclenche une nouvelle crise. Harry, témoin de la scène, aide son ami et le réconforte. Le soir même Georges se demande s’il aura droit à une vie normale un jour, ce que Harry lui promet tant qu'ils seront ensemble. Mais Georges, ne supportant plus sa situation, profite du sommeil de Harry pour lui voler son portefeuille, s'achète une boite de chocolat (auquel il est allergique), se rend sur le toit d'un immeuble et se met à chanter l'une des chansons préférées de sa mère. Après avoir vidé l'intégralité de la boite, il se sent mal et finit par se jeter dans le vide.
Harry le voit se faire emmener par la morgue et comprend qu'il a mis fin volontairement à ses jours car avoir une vie normale lui était impossible, et qu’il a préféré rejoindre la seule personne capable de la lui accorder et qui n'était autre que sa mère. À la fin, Harry a de nouveau le droit de voir ses filles et décide donc de vivre sa vie comme Georges l'aurait voulu en faisant quelque chose qui lui plaît, mais surtout profiter des gens qu'il aime.

## Fiche technique
- Titre : Le Huitième Jour
- Réalisation : Jaco Van Dormael
- Scénario : Jaco Van Dormael
- Musique : Pierre Van Dormael, et chansons de Luis Mariano
- Son : Dominique Warnier et François Groult
- Image : Walther Vanden Ende
- Montage : Susana Rossberg
- Décors : Hubert Pouille
- Costumes : Yan Tax
- Costumes : Dominique Morlotti pour Daniel Auteuil
- Direction de production : Baudoin Capet et Michèle Tronçon
- Sociétés de production : TF1 Films Production, Working Title, Films RTL-TVI, PolyGram Filmed Entertainment, Pan-Européenne, Studio Canal, Homemade Movies Production, Eurimages, D.A. Films, Center for Film and Audiovisual Arts of the French Community of Belgium, Centre national du cinéma et de l'image animée
- Box office :
  - Box-office France 1996 : 3 610 901 entrées
  - Box-office Belgique 1996 : 715 471 entrées
- Date de sortie : 
  - France : 22 mai 1996

## Distribution
- Daniel Auteuil : Harry
- Pascal Duquenne : Georges
- Miou-Miou : Julie

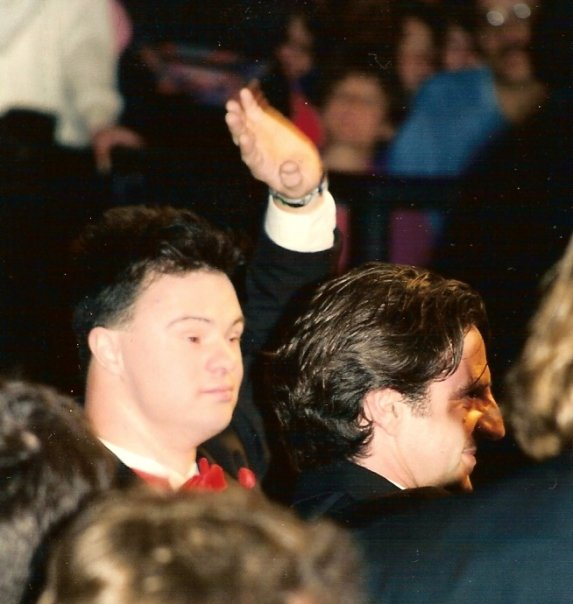
Pascal Duquenne et Daniel Auteuil à la présentation du film au festival de Cannes 1996.

- Henri Garcin : Le directeur de la banque
- Isabelle Sadoyan : La mère de Georges
- Hélène Roussel : La mère de Julie
- Laszlo Harmati : Luis Mariano
- Fabienne Loriaux : La sœur de Georges
- Rémy Julienne : Le routier agressif
- Olivier Gourmet : Un homme au restaurant
- Sabrina Leurquin : La jeune serveuse du restaurant
- Christian Hecq : Le gérant du magasin de chaussures
- Jean Bollery : le père de Nathalie

## Symbolique du film
- Si vous ne connaissez pas le sujet, laissez ce bandeau (vous pouvez alors contacter les auteurs).
- Si vous supprimez le contenu mis en cause (vous pouvez préalablement contacter les auteurs),

argumentez précisément cette suppression dans la page de discussion
(un manque de référence n'est pas un argument ; une recherche réelle de référence doit avoir été effectuée, être formellement documentée).
Le réalisateur a voulu provoquer chez le spectateur une prise de conscience sur la stigmatisation du handicap dans la société. Ainsi, lorsque Georges et Harry vont au restaurant, ce premier trouve une serveuse jolie, flirte avec elle et, quand il enlève ses lunettes, celle-ci le regarde d’un air effrayé, elle est désolée pour lui. Georges se roule alors par terre de colère, de tristesse. Ce passage du film nous évoque à quel point les personnes vivant avec une pathologie telle que la trisomie 21 sont vulnérables au rejet. Elles veulent être comme tout le monde, vivre les mêmes choses, être amoureux, se marier, avoir des enfants, un emploi… Mais à cause de leur handicap, plusieurs de ces choses leur sont impossibles. Elles vivent les mêmes émotions que n'importe quelle autre personne. Seulement, elles n'ont pas le filtre social, l'inhibition, la gêne. Elles sont totalement ouvertes et authentiques dans l'expression de leurs sentiments.
Un autre passage du film amène une réflexion. La mère de Georges est décédée et celui-ci veut aller retrouver sa sœur. Cette dernière a une famille et ne peut pas accueillir Georges dans sa maison. Celui-ci fait une crise et, plus tard dans le film, tente d'aller retrouver sa mère au ciel. Cet extrait montre à quel point de telles personnes se retrouvent dépourvues quand leurs parents ne sont plus en mesure d'assumer la dispensation de soins. Souvent, les frères et sœurs se retrouvent avec cette responsabilité. Mais dans bien des cas, ces frères et sœurs ont une vie de famille à eux et ne veulent pas avoir la charge d'un trisomique.
Dans ce film, le handicap de Georges est considéré d’une façon humoristique, comme un univers différent et émerveillé (Georges se prend pour un mongol venant d’un pays où l’euphorie, la joie et le bonheur sont mis en avant).
Cet univers est en contradiction avec celui d’Harry car il a tendance à confondre sa vie professionnelle et personnelle. Il cumule ainsi les erreurs, il oublie les jours importants au sein de sa famille. Sa rencontre avec Georges, va lui faire prendre conscience des valeurs de la vie (amour, générosité, bonheur).
Enfin, ce film illustre la richesse et la profondeur que peuvent apporter les personnes ayant une déficience intellectuelle. Non seulement elles, mais toutes personnes différentes. Ces personnes nous ramènent à l'essentiel, quand nous nous laissons toucher par elles.

## Autour du film
- Le 3 octobre 1998, pour une émission de deux timbres-poste sur le « film belge contemporain », La Poste de Belgique émet un timbre sur le Huitième Jour avec l'image des acteurs Daniel Auteuil et Pascal Duquenne marchant dans un champ.
- Le routier corrigeant Harry, après que Georges lui a fait un bras d'honneur, est interprété par Rémy Julienne. Cascadeur de renom, il a notamment collaboré sur plusieurs films de la saga James Bond.
- Le chanteur Luis Mariano fait diverses apparitions dans le film. Le vrai figure dans des extraits à la télévision tandis qu'un sosie (Laszlo Harmati) assure les passages où Georges a des visions du chanteur.
- Une ASBL est née à la suite du film. Elle a pour vocation de rendre les jeunes adultes autonomes tout en étant sécurisés dans des maisons ou des appartements comme tout un chacun.
- La chanson Jesus He Knows Me du groupe Genesis est une chanson utilisée dans le film. Aussi lorsqu'il danse sur cette chanson, Georges fait une petite imitation de John Travolta et Uma Thurman dans Pulp Fiction en faisant passer deux doigts devant son visage.

## Distinctions

### Récompenses
- Festival de Cannes 1996 : prix d'interprétation masculine du Festival de Cannes pour Daniel Auteuil et Pascal Duquenne
- Festival du cinéma international en Abitibi-Témiscamingue 1996 : Grand Prix Hydro-Québec

### Nominations
- Golden Globes 1997 : Golden Globe du meilleur film en langue étrangère
- César 1997 : César du meilleur acteur pour Daniel Auteuil